# 웡보역
웡보역 (중국어 정체자: 黃埔, 광둥어 예일: Wòngbou, Whampoa)은 홍콩 MTR 군통 선의 지하철역이다. 호만틴 역과 함께 군통 선의 남쪽 시종착역이기도 하다. 웡보파윈 개발지구 내에 위치해 있으며 웡보 아울렛과 바로 인접해 있다. 웡보파윈에서 이름을 따왔으며 웡보 조선소가 있던 자리에 지어졌다.
웡보 역은 원래 2015년에 문을 열 예정이었으나 역의 지하층 공사가 지연되면서, 연기 끝에 2016년 10월 23일에 문을 열었다. 군통 선의 연장선에 속한 역으로서 호만틴 역과 동시에 개통되었다. 웡보 역은 웡보파윈 버스터미널과 인접해 있으며, 역에서 머지않은 곳에 훙함 페리 선착장이 자리해 있다.

## 역 구조

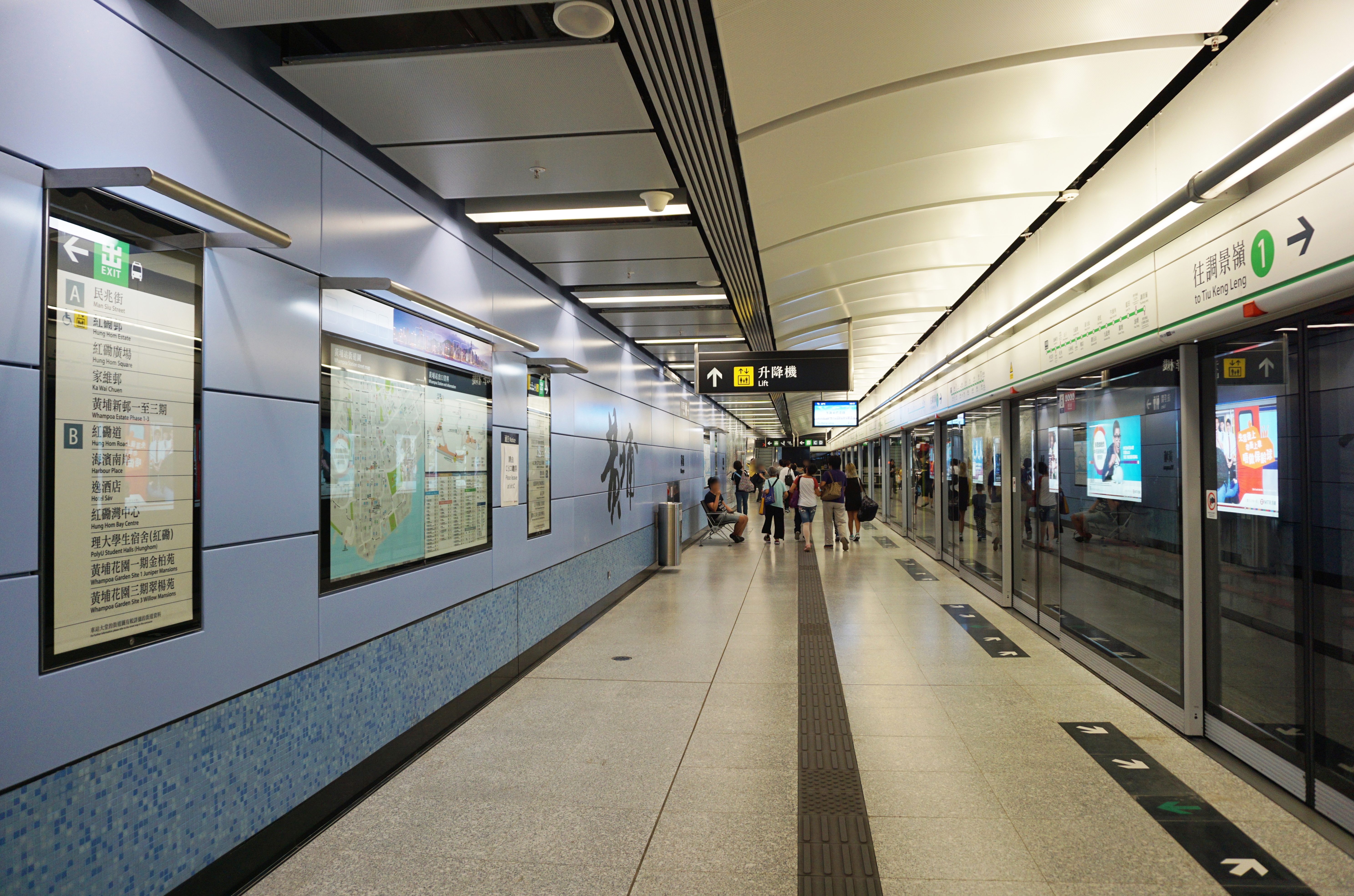
승강장

웡보 역은 두 개의 대합실 사이에 하나의 승강장 터널이 끼어있는 구조로, 출입구와 환기구를 제외하고는 지하에 위치해 있다. 서쪽 대합실은 훙함 로와 탁만 가의 교차로에 위치해 있으며, 동쪽 대합실은 탁온 가를 따라 자리해 있으며 숭깅 가와 탁팅 가가 만난다.
웡보 역은 보람 역과 디즈니랜드 리조트 역처럼 상대식 승강장이 하나뿐인 종착역이다. 역의 선로가 하나뿐이기 때문에 러시아워 시간대인 평일 아침 7시~9시 반, 저녁 4시 반~7시와 토요일 (아침 7시 15분~저녁 8시), 일요일과 공휴일 (아침 8시 40분~저녁 8시)에는 군통선의 모든 열차를 수용하기가 힘들다. 때문에 이 시간대에 군통선을 운행하는 열차의 반은 호만틴 역을 종착역으로 삼는다. 이 때문에 웡보 역까지 가는 열차의 배차간격은 4분에 달한다.
| G         | 도로변                     | 출입구                          |
| L1        | 중앙홀                     | 고객서비스, MTR샵               |
| L2 승강장 | 상대식 승강장, 왼쪽문 열림 | 상대식 승강장, 왼쪽문 열림      |
| L2 승강장 | 승강장 1                   | ← 군통선 티우겡렝 방면 (호만틴) |

## 파노라마

승강장 파노라마

### 출구
- A: 만시우 가[1][4][5]
- B: 훙함 로[1][4][5]
- C1/C2: 웡보파윈 (숭깅 가)[1][4][5]
- D1/D2: 웡보파윈 (탁온 가)[1][4][5]